# Liste der Ausgaben von Brehms Tierleben 1863–1963
Die Liste der Ausgaben von Brehms Thierleben 1863–1963 umfasst alle Auflagen von Brehms Thierleben im deutschen Sprachraum in den 100 Jahren seit dem Erscheinen der Erstausgabe 1863. Die ein- und zweibändigen Ausgaben nach 1945 sind zusammengefasst. Die Daten richten sich nach Bibliotheks- und Antiquariatskatalogen. Widersprüchliche Angaben über Nachdrucke und Jahresangaben konnten nicht immer aufgeklärt werden.
| Titel | Auflage                                       | Jahr               | Autor, Herausgeber       | Anzahl Bände                  | Verlag, Ort                                                                  | Umfang der Bände | Nachdrucke und Ausgaben; Online-Texte mit US-Proxy |
| --- | --------------------------------------------- | ------------------ | ------------------------ | ----------------------------- | ---------------------------------------------------------------------------- | --- | --- |
| Illustrirtes Thierleben. Eine allgemeine Kunde des Thierreichs | 1. Auflage                                    | 1864–69            | Alfred Edmund Brehm      | 6                             | Bibliographisches Institut, Hildburghausen                                   | Bd. 1: XI, 696 S. Bd. 2: VIII, 901 S. Bd. 3: 970 S. Bd. 4: 1035 S. Bd. 5: V, 841 S. Bd. 6: IV, 1109 S. | Lieferungen ab 1863 Zwei Nachdrucke im Fackelverlag, Stuttgart: 1979, Stuttgarter Faksimile-Edition, mit Kommentarband. 1985, ohne Kommentarband.                                                                        |
| Brehm’s Illustrirtes Thierleben für Volk und Schule | 1. Auflage                                    | 1868–70            | Friedrich Schödler       | 3                             | Bibliographisches Institut, Hildburghausen, Leipzig (ab 1874)                | Bd. 1: XXIV, 816 S. Bd. 2: XVIII, 866 S. Bd. 3: XII, 945 S. | Abdrucke: 1870–73 „neue Stereotypie-Ausgabe“: 1879/1883, 1886, 1890 |
| Brehms Thierleben. Allgemeine Kunde des Thierreichs. Große Ausgabe | 2., umgearbeitete und vermehrte Auflage       | 1876–79            | Alfred Edmund Brehm      | 10                            | Bibliographisches Institut, Leipzig/Wien                                     | Bd. 1: XVI, 706 S. Bd. 2: XII, 628 S. Bd. 3: XII, 756 S. Bd. 4: XVI, 754 S. Bd. 5: XVI, 699 S. Bd. 6: XVI, 671 S. Bd. 7: XVI, 673 S. Bd. 8: -, 440 S. Bd. 9: XXX, 710 S. Bd. 10: XXVI, 582 S. | 2. Abdruck als „kolorirte Ausgabe“ 1882–87 Auf CD-Rom: Digitale Bibliothek, Bd. 76 Nachdruck Weltbild, Augsburg 2008 1. Abdruck online 2. Abdruck online                                                                 |
| Brehms Tierleben. Allgemeine Kunde des Tierreichs | 3. gänzlich neubearbeitete Auflage            | 1890–93            | Eduard Pechuel-Loesche   | 10                            | Bibliographisches Institut, Leipzig/Wien                                     | Bd. 1: XLIV, 702 S. Bd. 2: XII, 744 S. Bd. 3: XII, 744 S. Bd. 4: XIV, 770 S. Bd. 5: XIV, 730 S. Bd. 6: XIV, 740 S. Bd. 7: XIV, 825 S. Bd. 8: XVIII, 517 S. Bd. 9: XXXII, 764 S. Bd. 10: XXVIII, 716 S. | Gesamtregister: 179 S., 1897 Neue Abdrucke: 1893–1900 Online-Ausgaben Bd. 1, 6, 8, 9, 10 (verschiedene Abdrucke) Online-Ausgabe Bd. 5 (Abdruck 1900)                                                                     |
| Brehms Tierleben. Kleine Ausgabe für Volk und Schule | 2. gänzlich neubearbeitete Auflage            | 1893               | Richard Schmidtlein      | 3                             | Bibliographisches Institut, Leipzig/Wien                                     | Bd. 1: XVI, 748 S. Bd. 2: XX, 784 S. Bd. 3: XXXVI, 964 S. | Abdrucke 1900–03 Ausgabe 1893 online |
| Brehms Tierleben. Allgemeine Kunde des Tierreichs | 4., vollständig neubearbeitete Auflage        | 1911–1918          | Otto zur Strassen        | 13                            | Bibliographisches Institut, Leipzig/Wien                                     | Bd. 1: XXIV, 590 S. Bd. 2: XLII, 716 S. Bd. 3: XXII, 590 S. Bd. 4: XVI, 572 S. Bd. 5: XVI, 598 S. Bd. 6: XIV, 498 S. Bd. 7: XIV, 492 S. Bd. 8: XII, 472 S. Bd. 9: XVI, 568 S. Bd. 10: XX, 580 S. Bd. 11: XVIII, 654 S. Bd. 12: XVIII, 722 S. Bd. 13: XX, 714 S.                                                                    | 2. Neudruck Wien 1920/21 3. Neudruck Leipzig 1922 4. Neudruck Leipzig 1925 1. Abdruck online |
| Brehms Tierleben. Kleine Ausgabe für Volk und Schule | 3. Auflage nach der 4. Auflage des Hauptwerks | 1913–18            | Walther Kahle            | 4                             | Bibliographisches Institut, Leipzig                                          | Bd. 1: XXXII, 415 S. Bd. 2: XXII, 593 S. Bd. 3: XXII, 648 S. Bd. 4: XXII, 737 S. Bd. 5: –, 475 S. | Ab- und Neudrucke 1919–1934 Erweiterte Sonderausgabe Der Vogelbrehm, 1927 |
| Der kleine Brehm. Das gesamte Tierreich in allgemeinverständlicher Darstellung. Ausgewählte Tiertypen aus der zweiten Auflage des Hauptwerks „Brehms Tierleben“ neubearbeitet | 1. Auflage                                    | 1924               | Walther Kahle            | 1                             | Karl Voegels Verlag, Berlin                                                  | XX, 886 S. | Abdrucke 1927–1935 |
| Brehms Tierleben. In Auswahl herausgegeben und bearbeitet von Carl W. Neumann                                                                                                 | 1. Auflage                                    | 1924               | Carl Wilhelm Neumann     | 6                             | Philipp Reclam, Leipzig                                                      | Bd. 1: 687 S. Bd. 2: 590 S. Bd. 3: 733 S. Bd. 4: 724 S. Bd. 5: 728 S. Bd. 6: 776 S. | 2. Auflage in 8 Bänden siehe 1928 |
| Brehms Tierleben. Nach der zweiten Originalausgabe bearbeitet von Dr. Adolf Meyer. Bibliothek der Naturwissenschaften.                                                        | 1. Auflage                                    | 1926               | Adolf Meyer              | 36 in 18 (24 in 12 + 12 in 6) | Gutenberg Verlag, Wien, Hamburg, Zürich                                      | Bd. 1/2: 310 S. Bd. 3/4: 392 S. Bd. 5/6: 412 S. Bd. 7/8: 345 S. Bd. 9/10: 348 S. Bd. 11/12: 328 S. Bd. 13/14: 395 S. Bd. 15/16: 382 S. Bd. 17/18: 368 S. Bd. 19/20: 408 S. Bd. 21/22: 368 S. Bd. 23/24: 441 S. Ergänzungsreihe: Bd. 1/2: 302 S. Bd. 3/4: 364 S. Bd. 5/6: 412 S. Bd. 7/8: 251 S. Bd. 9/10: 344 S. Bd. 11/12: 236 S. | „grüne Ausgabe“ der Büchergilde Nachdrucke oft o. J., 1927?–1929? Erscheinungsbeginn der Ergänzungsreihe 1927? |
| Das Leben der Tiere. Neu bearbeitet und mit Anmerkungen versehen von Fritz Bley                                                                                               |                                               | 1926–1929          | Fritz Bley               | 4                             | Deutsche Buch-Gemeinschaft, Berlin                                           | Bd. 1 512 S. Bd. 2 419 S. Bd. 3 410 S. Bd. 4 | laut Vorwort eine gekürzte Ausgabe auf Grundlage der 2. Auflage |
| Brehms Tierleben. In Auswahl herausgegeben und bearbeitet von Dr. W. Koch | 1. Auflage                                    | 1926 (4), 1930 (1) | Walter Koch              | 5                             | Schlüter und Co., Leipzig Paul Franke, Berlin                                | Bd. 1: 295 S. Bd. 2: 355 S. Bd. 3: 442 S. Bd. 4: 428 S. Bd. 5: 366 S. (1930) | Auch „Diovis-Ausgabe“. Bd. 5 unter dem Reihentitel „Die Universität im Haus. Bücherei volkstümlicher Wissenschaft.“ Vorname des Bearbeiters in Katalogen aufgelöst als Walter oder Walter Alfred Koch Abdrucke 1927 ff.? |
| Brehms Tierleben. Nach der zweiten Originalausgabe bearbeitet von Werner Hagen und Otto Evers                                                                                 | 1. Auflage                                    | 1928               | Werner Hagen, Otto Evers | 36 in 18                      | Uhlenhorst Verlag Curt Brenner, Hamburg                                      | Bd. 1/2: 315 S. Bd. 3/4: 315 S. Bd. 5/6: 318 S. Bd. 7/8: 317 S. Bd. 9/10: 315 S. Bd. 11/12: 317 S. Bd. 13/14: 319 S. Bd. 15/16: 317 S. Bd. 17/18: 316 S. Bd. 19/20: 317 S. Bd. 21/22: 316 S. Bd. 23/24: 311 S. Bd. 25/26: 302 S. Bd. 27/28: 303 S. Bd. 29/30: 311 S. Bd. 31/32: 309 S. Bd. 33/34: 309 S. Bd. 35/36: 310 S.         | auch im Tiflis-Verlag, o. O., o. J. |
| Brehms Tierleben in einem Band. Nach der neuesten (vierten) Auflage des Hauptwerkes frei bearbeitet von Georg Grimpe                                                          | 1. Auflage                                    | 1928               | Georg Grimpe             | 1                             | Bibliographisches Institut, Leipzig                                          | XXXVI, 836 S. | Abdrucke bis 1934, ab 1933 u. d. T. Volks-Brehm. Neue Ausgabe von Brehms Tierleben in Einem Band. Nachfolgender Bearbeiter: Walter Rammner 1935 (siehe dort)                                                             |
| Brehms Tierleben. Jubiläumsausgabe in acht Bänden. Nach dem neuesten Stande der Wissenschaft bearbeitet und in Auswahl herausgegeben von Carl W. Neumann                      | 1. (2.) Auflage                               | 1928/29            | Carl-Wilhelm Neumann     | 8                             | Reclam, Leipzig                                                              | Bd. 1: 493 S. Bd. 2: 489 S. Bd. 3: 451 S. Bd. 4: 530 S. Bd. 5: 458 S. Bd. 6: 551 S. Bd. 7: 544 S. Bd. 8: 483 S. | auch als 2. Aufl. bezeichnet (von 1. Aufl. 1924, siehe dort) Abdrucke 1933–1942 (auch als 2. und 3. Auflage bezeichnet)                                                                                                  |
| Volks-Brehm | 1. Auflage                                    | 1937               | Walter Rammner           | 2                             | Bibliographisches Institut, Leipzig                                          | Bd. 1: 326 S. Bd. 2: 306 S. | Vorheriger Bearbeiter: Georg Grimpe 1928 (siehe dort) |
| Brehms Tierleben in vier Bänden. Völlig neu bearbeitet von Walter Rammner | 1. Auflage                                    | 1941               | Walter Rammner           | 4                             | Bibliographisches Institut, Leipzig                                          | Bd. 1: VII, 458 S. Bd. 2: VII, 385 S. Bd. 3: VI, 522 S. Bd. 4: VI, 447 S. | 2. Auflage 1952 (siehe dort) |
| Brehms Tierleben. Neu bearbeitet von Wilhelm Bardorff | 1. Auflage                                    | 1950               | Wilhelm Bardorff         | 1, 2                          | Safari-Verlag, Berlin                                                        | 822 S. | auch mit dem Zusatz Volksausgabe in einem Band, Volksausgabe in zwei Bänden, auch mit dem Titel Der neue Brehm. Ausgaben in wachsendem Umfang bis 1966. Ausgaben der Deutschen Buch-Gemeinschaft                         |
| Brehms Tierleben in vier Bänden. Völlig neu bearbeitet von Walter Rammner | 2. Auflage                                    | 1952               | Walter Rammner           | 4                             | VEB Bibliographisches Institut, Leipzig                                      | Bd. 1: 464 S. Bd. 2: 388 S. Bd. 3: 525 S. Bd. 4: 451 S. | Nachdrucke 1955/56 Urania, Leipzig/Jena. 1. Auflage 1941, siehe dort. |
| Brehms Tierleben. Nach der zweiten und letzten Originalausgabe herausgegeben von Adolf Meyer-Abich                                                                            | 1. Auflage                                    | 1953               | Adolf Meyer-Abich        | 12                            | Standard Verlag, Hamburg                                                     | Bd. 1: 335 S. Bd. 2: 342 S. Bd. 3: 382 S. Bd. 4: 342 S. Bd. 5: 350 S. Bd. 6: 336 S. Bd. 7: 347 S. Bd. 8: 320 S. Bd. 9: 318 S. Bd. 10: 346 S. Bd. 11: 348 S. Bd. 12: 414 S. | nach der 2. Auflage 1876–79, siehe dort |
| Brehms Tierleben. Große illustrierte Ausgabe in zwei Bänden. Herausgegeben von Ulrich Dunkel                                                                                  | 1. Auflage                                    | 1964               | Ulrich Dunkel            | 2                             | Deutscher Bücherbund, Stuttgart Büchergilde, Frankfurt am Main, Wien, Zürich | Bd. 1: 494 S. Bd. 2: 448 S. | weitere Buchclub-Ausgaben. Vom Bearbeiter ab 1952 auch die Serie Die schönsten Schilderungen aus Brehms Tierleben, Bad Pyrmont                                                                                           |